# (I’m Afraid) The Masquerade Is Over
(I’m Afraid) The Masquerade Is Over ist ein Popsong, den  Allie Wrubel (Musik) und Herb Magidson (Text) verfassten und 1938 veröffentlichten.

## Hintergrund
Ein Jahr nach ihrer Erfolgsnummer Gone with the Wind schrieb das Songwriter-Team Magidson/Wrubel die Songs Music, Maestro, Please und (I’m Afraid) The Masquerade Is Over. Letzterer wurde vor allem durch die Aufnahme von Dick Robertson (Decca 2378) in den Vereinigten Staaten populär.

## Erste Aufnahmen und spätere Coverversionen
Zu den Musikern, die den Song ab Ende 1938 coverten, gehörten die Swing-Orchester von Jan Savitt, Larry Clinton, Van Alexander,  Jimmy Dorsey (Decca, mit Bob Eberly, Gesang), Glenn Miller (Gesang Ray Eberle), in London Bert Ambrose. In der Nachkriegszeit coverten ihn auch Ike Quebec, Jimmy Scott und Ruth Price.
Der Diskograf Tom Lord listet im Bereich des Jazz insgesamt 215 (Stand 2016) Coverversionen, unter denen die Aufnahmen von Gene Ammons, George Benson, Kenny Burrell, Lou Donaldson, Art Farmer/Benny Golson, Al Jarreau, Keith Jarrett, Carmen McRae, Helen Merrill, Sarah Vaughan und Nancy Wilson/Cannonball Adderley hervorzuheben sind.
Auch R&B- und Soul-Vokalisten wie Jesse Belvin, Etta James, Marvin Gaye, Clyde McPhatter, Stevie Wonder und Timi Yuro coverten den Song.